# Midden-Duits voetbalkampioenschap 1925/26
In 1925/26 werd het 24ste voetbalkampioenschap gespeeld dat georganiseerd werd door de Midden-Duitse voetbalbond. Dresdner SC werd kampioen en plaatste zich zo voor de eindronde om de Duitse landstitel. De club verloor in de eerste ronde van Breslauer SC 08.
Vanaf dit jaar mocht ook een tweede deelnemer de eindronde. De vicekampioenen van de Midden-Duitse competities werkten ook nog een eindronde af en de winnaar daarvan, FC Preußen Chemnitz, nam het op tegen Midden-Duits vicekampioen Fortuna Leipzig voor het tweede ticket in de Duitse eindronde. Fortuna won en plaatste zich en versloeg in de eerste ronde Bayern München en werd dan met 6-2 voor Hamburger SV verslagen.

## Deelnemers aan de eindronde
Kampioen BSC 07 Sangerhausen van Kyffhäuser en VfB Preußen Greppin van Mulde namen niet deel waardoor Wacker Nordhausen en VfL Bitterfeld.
| Club                  | Gekwalificeerd als              |
| --------------------- | ------------------------------- |
| SC Herta Wittenberge  | Kampioen van Altmark            |
| SV Viktoria Zerbst    | Kampioen van Altmark            |
| SV 1909 Staßfurt      | Kampioen van Elbe-Bode          |
| VfB Hohenleipisch     | Kampioen van Elbe-Elster        |
| Viktoria Lauter       | Kampioen van Ertsgebergte       |
| 1. FC Reichenbach     | Kampioen van Göltzschtal        |
| Germania Halberstadt  | Kampioen van Harz               |
| VfB Klötze            | Kampioen van Jeetze             |
| Wacker Nordhausen     | Vicekampioen van Kyffhäuser     |
| FV Fortuna Magdeburg  | Kampioen van Midden-Elbe        |
| Chemnitzer BC         | Kampioen van Midden-Saksen      |
| VfL Bitterfeld        | Vicekampioen van Mulde          |
| Riesaer SV            | Kampioen van Noord-Saksen       |
| SpVgg Erfurt          | Kampioen van Noord-Thüringen    |
| SV Fortuna Leipzig 02 | Kampioen van Noordwest-Saksen   |
| VfB 1912 Geyer        | Kampioen van Opper-Ertsgebergte |
| VfB Kamenz            | Kampioen van Opper-Lausitz      |
| Wacker Gera           | Kampioen van Osterland          |
| Dresdner SC           | Kampioen van Oost-Saksen        |
| 1. SV Jena            | Kampioen van Oost-Thüringen     |
| Sportfreunde Halle    | Kampioen van Saale              |
| TuRV 1861 Weißenfels  | Kampioen van Saale-Elster       |
| Konkordia Plauen      | Kampioen van Vogtland           |
| Preußen Langensalza   | Kampioen van Wartburg           |
| VfL Zwickau           | Kampioen van West-Saksen        |
| SpVgg Zella-Mehlis 06 | Kampioen van West-Thüringen     |
| SC 06 Oberlind        | Kampioen van Zuid-Thüringen     |

## Eindronde

### Voorronde
| Team 1                  | Uitslag   | Team 2               |
| ----------------------- | --------- | -------------------- |
| VfL Zwickau             | stopgezet | Viktoria Lauter      |
| Chemnitzer BC           | 9:0       | VfB Geyer            |
| Dresdner SC             | 7:0       | VfL Kamenz           |
| 1. FC Reichenbach       | 0:4       | Konkordia Plauen     |
| Riesaer SV              | 4:0       | VfB Hohenleipisch    |
| VfL Bitterfeld          | 0:4       | Fortuna Leipzig      |
| Herta Wittenberge       | 3:2       | VfB Klötze           |
| Hallescher Sportfreunde | 3:1 n.v.  | TuR Weißenfels       |
| Germania Halberstadt    | 6:3       | SV 1909 Staßfurt     |
| Wacker Nordhausen       | 1:2       | Preußen Langensalza  |
| SpVgg Zella-Mehlis      | 2:4       | SpVgg Erfurt         |
| Wacker Gera             | 7:3       | 1. SV Jena           |
| Viktoria Zerbst         | 4:2       | FV Fortuna Magdeburg |

De wedstrijd Zwickau - Lauter werd bij 2-0 stand stopgezet. Na protest van Viktoria Lauter mochten beide clubs naar de volgende ronde.

### Achtste finale
| Team 1                  | Uitslag | Team 2               |
| ----------------------- | ------- | -------------------- |
| Herta Wittenberge       | 2:5     | Viktoria Zerbst      |
| Hallescher Sportfreunde | 8:1     | Germania Halberstadt |
| SpVgg Erfurt            | 0:3     | Preußen Langensalza  |
| Konkordia Plauen        | 1:4     | Dresdner SC          |
| SV Fortuna Leipzig      | 3:0     | Chemnitzer BC        |
| SC 06 Oberlind          | 3:0     | Wacker Gera          |
| VfL Zwickau             | 7:1     | Viktoria Lauter      |

Riesaer SV had een bye.

### Kwartfinale
| Team 1                  | Uitslag | Team 2              |
| ----------------------- | ------- | ------------------- |
| Hallescher Sportfreunde | 4:1     | Viktoria Zerbst     |
| SC 06 Oberlind          | 2:1     | Preußen Langensalza |
| Riesaer SV              | 3:4     | SV Fortuna Leipzig  |
| Dresdner SC             | 8:1     | VfL Zwickau         |

### Halve Finale
| Team 1                  | Uitslag  | Team 2         |
| ----------------------- | -------- | -------------- |
| Hallescher Sportfreunde | 2:5 n.v. | Dresdner SC    |
| SV Fortuna Leipzig      | 6:0      | SC 06 Oberlind |

### Finale
| Team 1      | Uitslag | Team 2             |
| ----------- | ------- | ------------------ |
| Dresdner SC | 3:0     | SV Fortuna Leipzig |

## Vicekampioeneneindronde
| Club                              | Gekwalificeerd als                      |
| --------------------------------- | --------------------------------------- |
| FC Viktoria 1909 Stendal          | Vicekampioen van Altmark                |
| SpVgg 1898 Dessau                 | Vicekampioen van Altmark                |
| FC Viktoria 1904 Güsten           | Vicekampioen van Elbe-Bode              |
| FC Sportfreunde 1910 Torgau       | Vicekampioen van Elbe-Elster            |
| FC Tanne Thalheim                 | Vicekampioen van het Ertsgebergte       |
| SpVgg 06 Falkenstein              | Vicekampioen van Göltzschtal            |
| SpVgg 1904 Thale                  | Vicekampioen van Harz                   |
| FC 1909 Salzwedel                 | Vicekampioen van Jeetze                 |
| BSC 1907 Sangerhausen             | Kampioen van Kyffhäuser                 |
| MFC Cricket-Viktoria Magdeburg    | Vicekampioen van Midden-Elbe            |
| FC Preußen 1907 Chemnitz          | Vicekampioen van Midden-Saksen          |
| VfB Preußen Greppin 1911          | Kampioen van Mulde                      |
| FC 1901 Roßwein                   | Vicekampioen van Noord-Saksen           |
| Erfurter SC 1895                  | Vicekampioen van Noord-Thüringen        |
| BV Olympia-Germania Leipzig       | Vicekampioen van Noordwest-Saksen       |
| VfB 1909 Annaberg                 | Vicekampioen van het Opper-Ertsgebergte |
| SV 1904 Budissa Bautzen           | Vicekampioen van Opper-Lausitz          |
| VfB Pößneck                       | Vicekampioen van Osterland              |
| Dresdner SpVgg 05                 | Vicekampioen van Oost-Saksen            |
| VfB 1910 Apolda                   | Vicekampioen van Oost-Thüringen         |
| SV 1898 Halle                     | Vicekampioen van Saale                  |
| Weißenfelser FV Schwarz-Gelb 1903 | Vicekampioen van Saale-Elster           |
| 1.FC Vogtländiscer FC 1903 Plauen | Vicekampioen van Vogtland               |
| SV 1901 Gotha                     | Vicekampioen van Wartburg               |
| VfB Glauchau 1907                 | Vicekampioen van West-Saksen            |
| VfL Meiningen 04                  | Vicekampioen van West-Thüringen         |
| 1. SC Sonneberg 1904              | Kampioen van Zuid-Thüringen             |

#### Eerste ronde
| Team 1                            | Uitslag  | Team 2                      |
| --------------------------------- | -------- | --------------------------- |
| FC Tanne Thalheim                 | 0:4      | VfB Glauchau 1907           |
| FC Preußen 1907 Chemnitz          | 14:0     | VfB 1909 Annaberg           |
| SV Budissa 1904 Bautzen           | 0:11     | Dresdner SpVgg 05           |
| 1.FC Vogtländiscer FC 1903 Plauen | 0:6      | SpVgg 06 Falkenstein        |
| FC 1901 Roßwein                   | 0:10     | BV Olympia-Germania Leipzig |
| FC Sportfreunde 1910 Torgau       | 0:11     | VfB Preußen Greppin 1911    |
| FC 1909 Salzwedel                 | 3:2      | FC Viktoria 1909 Stendal    |
| MFC Cricket-Victoria Magdeburg    | 5:2      | SpVgg 1898 Dessau           |
| Weißenfelser FV Schwarz-Gelb 1903 | 3:2      | SV 1898 Halle               |
| FC Viktoria 1904 Güsten           | 2:3 n.v. | SpVgg 04 Thale              |
| Erfurter SC 1895                  | 4:1      | SV 1901 Gotha               |
| 1. SC Sonneberg 1904              | 2:5      | VfL 1904 Meiningen          |
| VfB 1910 Apolda                   | 0:4      | VfB Pößneck                 |

BSC Sangerhause had een bye. De wedstrijd Sonneberg-Meiningen werd herspeeld in de tweede ronde, vermoedelijk na een protest.

#### Tweede ronde
| Team 1                         | Uitslag | Team 2                      |
| ------------------------------ | ------- | --------------------------- |
| VfL 1904 Meiningen             | 1:2     | 1.SC 1904 Sonneberg         |
| MFC Cricket-Victoria Magdeburg | 6:1     | FC 1909 Salzwedel           |
| SpVgg 1904 Thale               | 1:5     | BSC 1907 Sangerhausen       |
| VfB Pößneck                    | 0:4     | Erfurter SC 1895            |
| VfB Preußen Greppin 1911       | 2:6     | BV Olympia-Germania Leipzig |
| Dresdner SpVgg 05              | 4:5     | FC Preußen 1907 Chemnitz    |
| SpVgg 06 Falkenstein           | 5:1     | VfB Glauchau 1907           |

Weißenfelser FV Schwarz-Gelb had een bye.

#### Kwartfinale
| Team 1                         | Uitslag | Team 2                       |
| ------------------------------ | ------- | ---------------------------- |
| MFC Cricket-Victoria Magdeburg | 6:1     | BSC 1907 Sangerhausen        |
| Erfurter SC 1895               | 4:1     | 1. SC Sonneberg 1904         |
| FC Preußen 1907 Chemnitz       | 3:2     | SpVgg 06 Falkenstein         |
| BV Olympia-Germania Leipzig    | 6:0     | Weißenfelser FV Schwarz-Gelb |

#### Halve Finale
| Team 1                   | Uitslag | Team 2                         |
| ------------------------ | ------- | ------------------------------ |
| Erfurter SC 1895         | 3:1     | MFC Cricket-Victoria Magdeburg |
| FC Preußen 1907 Chemnitz | 2:1     | BV Olympia-Germania Leipzig    |

#### Finale
| Team 1                   | Uitslag | Team 2           |
| ------------------------ | ------- | ---------------- |
| FC Preußen 1907 Chemnitz | 1:0     | Erfurter SC 1895 |

### Wedstrijd om tweede eindrondeticket
| Team 1             | Uitslag | Team 2              |
| ------------------ | ------- | ------------------- |
| SV Fortuna Leipzig | 8:0     | FC Preußen Chemnitz |